# Xã Sebewa, Michigan
Xã Sebewa (tiếng Anh: Sebewa Township) là một xã thuộc quận Ionia, tiểu bang Michigan, Hoa Kỳ. Năm 2010, dân số của xã này là 1.171 người.